# Şeyd Beyg
Şeyd Beyg (persiska: سیدیبیگ, Seyyedī Beyg, صیدبیگ) är en ort i Iran.   Den ligger i provinsen Östazarbaijan, i den nordvästra delen av landet, 500 km nordväst om huvudstaden Teheran. Şeyd Beyg ligger 1 782 meter över havet och antalet invånare är 643.
Terrängen runt Şeyd Beyg är kuperad åt nordväst, men åt sydost är den platt. Şeyd Beyg ligger nere i en dal.Runt Şeyd Beyg är det ganska glesbefolkat, med 22 invånare per kvadratkilometer. Närmaste större samhälle är Tīkmeh Dāsh, 17,0 km nordost om Şeyd Beyg. Trakten runt Şeyd Beyg består i huvudsak av gräsmarker.